# Methylcumarine
Methylcoumarin sind Derivate des Cumarins, die eine Methylgruppe besitzen. Sie haben die Summenformel C10H8O2 und eine Molmasse von 160,172 g/mol.
| Name            | Derivate                           | Schmelzpunkt | Siedepunkt | CAS Nr.    | PubChem | EINECS    | SMILES                    | Strukturformel |       |
| --------------- | ---------------------------------- | ------------ | ---------- | ---------- | ------- | --------- | ------------------------- | -------------- | ----- |
| 3-Methylcumarin |                                    |              |            | 2445-82-1  | 17130   | 219-498-8 | CC1=CC2=CC=CC=C2OC1=O     |                | [ 1 ] |
| 4-Methylcumarin | 7-Amino-4-methylcumarin Hymecromon |              |            | 607-71-6   | 11833   | 210-141-1 | CC1=CC(=O)OC2=CC=CC=C12   |                | [ 2 ] |
| 5-Methylcumarin |                                    |              |            | 42286-84-0 | 39172   |           | CC1=C2C=CC(=O)OC2=CC=C1   |                | [ 3 ] |
| 6-Methylcumarin |                                    | 72–75 °C     | 303 °C     | 92-48-8    | 7092    | 202-158-8 | CC1=CC2=C(C=C1)OC(=O)C=C2 |                |       |
| 7-Methylcumarin |                                    | 128–130 °C   |            | 2445-83-2  | 17131   | 219-499-3 | CC1=CC2=C(C=C1)C=CC(=O)O2 |                | [ 4 ] |
| 8-Methylcumarin |                                    | 106–107 °C   |            | 1807-36-9  | 15734   |           | CC1=C2C(=CC=C1)C=CC(=O)O2 |                | [ 5 ] |

## Externe Links zu erwähnten Verbindungen
1. ↑  Externe Identifikatoren von bzw. Datenbank-Links zu 3-Methylcumarin:  CAS-Nr.: 2445-82-1, EG-Nr.: 219-498-8, ECHA-InfoCard: 100.017.726, PubChem: 17130, ChemSpider: 16214, Wikidata: Q27272861.
2. ↑  Externe Identifikatoren von bzw. Datenbank-Links zu 4-Methylcumarin:  CAS-Nr.: 607-71-6, EG-Nr.: 210-141-1, ECHA-InfoCard: 100.009.220, PubChem: 11833, ChemSpider: 11340, DrugBank: DB08785, Wikidata: Q27097965.
3. ↑  Externe Identifikatoren von bzw. Datenbank-Links zu 5-Methylcumarin:  CAS-Nr.: 42286-84-0, PubChem: 39172, ChemSpider: 35838, Wikidata: Q27282832.
4. ↑  Externe Identifikatoren von bzw. Datenbank-Links zu 7-Methylcumarin:  CAS-Nr.: 2445-83-2, EG-Nr.: 219-499-3, ECHA-InfoCard: 100.017.727, PubChem: 17131, ChemSpider: 16215, Wikidata: Q27294453.
5. ↑  Externe Identifikatoren von bzw. Datenbank-Links zu 8-Methylcumarin:  CAS-Nr.: 1807-36-9, PubChem: 15734, ChemSpider: 14962, Wikidata: Q27291670.